# أنديرس بوين
أنديرس بوين هو نقابي ومحرر وصحفي وسياسي نرويجي، ولد في 24 فبراير 1864 في Jondalen ‏ في النرويج، وتوفي في 17 يوليو 1933 في تروندهايم في النرويج بسبب توقف القلب. نشط حزبياً في حزب العمال (1921 – 1921).

## مناصب
- انتخب عضو برلمان النرويج  [لغات أخرى]‏ عن دائرة  وقد انضم خلال فترته النيابية ‏ (1919 – 1921) للكتلة البرلمانية حزب العمال.
- انتخب عضو برلمان النرويج  [لغات أخرى]‏ عن دائرة  وقد انضم خلال فترته النيابية ‏ (1916 – 1918) للكتلة البرلمانية حزب العمال.
- انتخب عضو برلمان النرويج  [لغات أخرى]‏ عن دائرة  خلال فترته النيابية ‏ (1913 – 1915).
- انتخب عضو برلمان النرويج  [لغات أخرى]‏ عن دائرة  خلال فترته النيابية ‏ (1910 – 1912).
- انتخب عضو برلمان النرويج  [لغات أخرى]‏ عن دائرة  خلال فترته النيابية ‏ (1906 – 1909).
- انتخب President of the Parliament of Norway  [لغات أخرى]‏ عن دائرة Market towns of Sør-Trøndelag and Nord-Trøndelag counties [الإنجليزية]‏ (1907 – 1921).